# Cachoeiras Agbokim
As cachoeiras Agbokim estão localizadas na área de governo local de Etung, no estado de Cross River, na região Sul Sul (delta do Níger) da Nigéria, muito próximo de seu fronteira com Camarões. As cachoeiras ficam a cerca de 25 km (16 mi) de Ikom e 240 km (150 mi) de Calabar.
A cachoeira Agbokim é composta por sete riachos com uma cascata de água doce mergulhando do penhasco alto na floresta tropical. É uma atração turística no estado de Cross River.

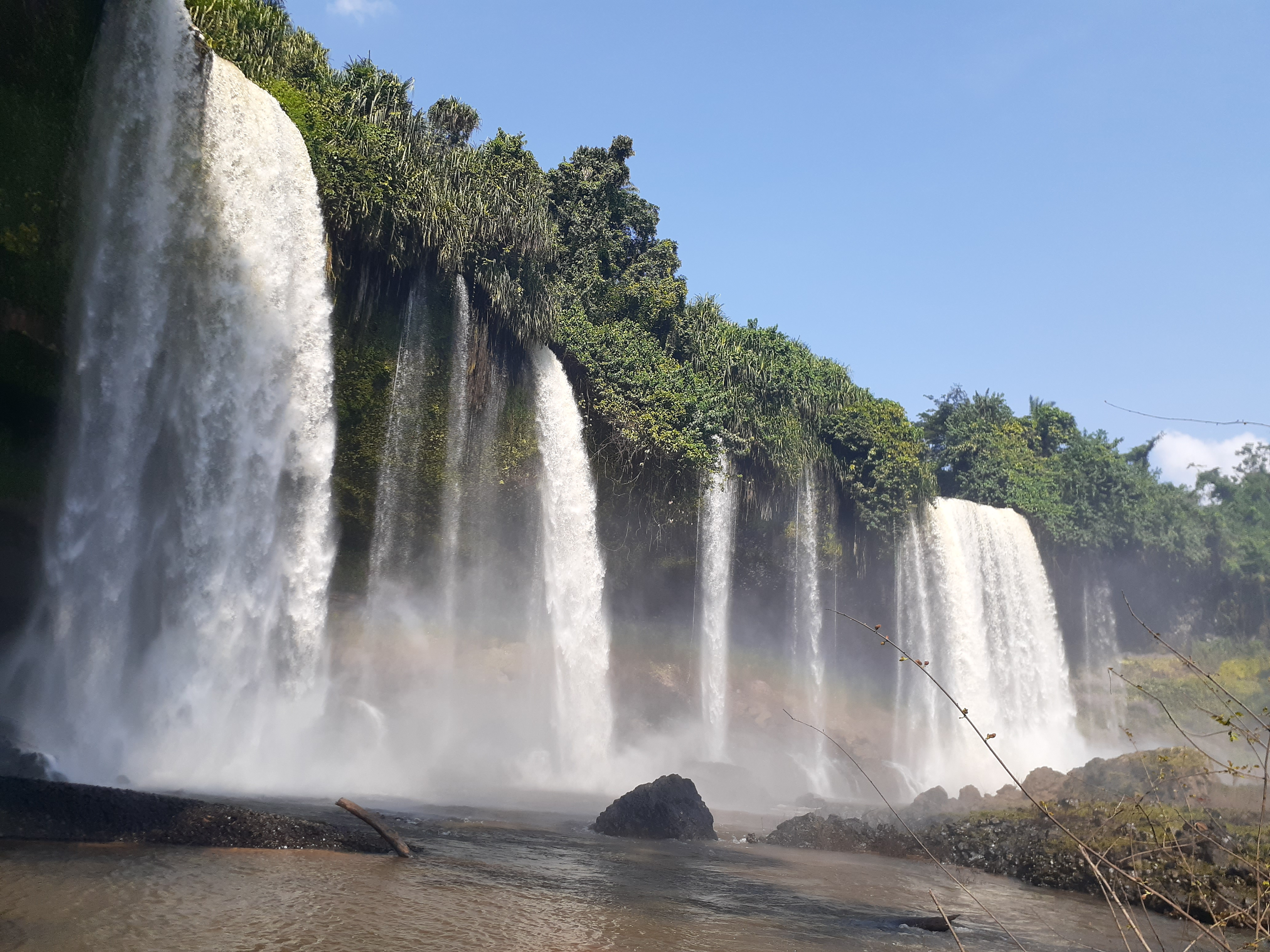
Cachoeiras Agbokim

## História
O início dos anos 1900 marcou o começo da história da região das Cachoeiras Agbokim, quando um caçador chamado Ntankum trouxe suas famílias e outros povos Inaku mais velhos que viviam anteriormente em uma área montanhosa para viver lá.
Um contador de histórias indígena descreveu como Ntakum e seu filho se estabeleceram na região conhecida como cachoeiras Agbokim, onde estão todos os povos Ijagam que se acredita terem se mudado de Inagu. Entre Camarões e as Cachoeiras Agbokim no estado de Cross River, na Nigéria, eles criaram o intrincado sistema fluvial. À medida que se reuniam e compartilhavam coisas em comum uns com os outros, eles conduziam estudos de caça e descobriam plantações de alimentos, uma floresta para caça e água que podia ser fervida para fazer sal.
As cachoeiras Agbokim cresceram e se desenvolveram por muito tempo, muito antes do desenvolvimento do turismo. Como a fonte do rio são restos de plantas e animais mortos, os membros da comunidade de Agbokim colaboram para tornar as cachoeiras uma região desenvolvida, opondo-se ao desmatamento e promovendo o reflorestamento. Eles contribuem para o reflorestamento, o que ajuda a aumentar a quantidade de água. A vila próxima das cachoeiras serve como um destino importante para os turistas, pois serve como um local de diversão e relaxamento.